# Hartwall
Oy Hartwall Ab er en finsk bryggerikoncern. Den er etableret i 1836 og har hovedsæde i Helsinki. Det er Finlands største bryggeri og siden 2013 har koncernen været ejet af Royal Unibrew.
Koncernens drikkevarer inkluderer Jaffa, Pommac og Novelle waters. Virksomheden fremstiller og sælger PepsiCo's mærker som Pepsi, 7 Up og Mountain Dew i Finland. Hartwall's alkoholiske drikke inkluderer Upcider cider, Lapin Kulta lagerøl, Karjala øl og den den lokale producent af Foster's lager.
I 2002 blev Hartwall opkøbt af Scottish & Newcastle og da opkøbet var endeligt gennemført i 2008, så blev virksomheden overtaget af Heineken. I 2013 købte Royal Unibrew Hartwall.
Jaffa-mærket blev introduceret i 1940'erne.
Hartwall Gin Long drink (en grapefrugt baseret alkoholisk drik) blev introduceret til sommer-OL 1952 i Helsinki. I dag er det den mest populære blandede alkoholiske drik i Finland.